# Tapioles (Cruïlles)
El veïnat de Tapioles pertany a l'antic municipi de Cruïlles, actualment Cruïlles, Monells i Sant Sadurní de l'Heura. Aplegava vàries cases al camí de missa que porta a Sant Cebrià de Lledó (Els Metges).
La principal casa actualment és Can Font de Tapioles.